# Robert Allen (pilote)
Pour les articles homonymes, voir Robert Allen (homonymie) et Allen.
Robert « Bobby » Allen, dit l'« enfant prodige du karting », né en 1944, est un pilote de karting américain de Miami (Floride), qui domina sa discipline alors naissante au début des années 1960, avec des engins de 100 et 200 cm3.

## Biographie
Robert Allen est le premier multiple champion du monde de karting « officieux » (après que ses compatriotes Jimmy Yamane -classe A-, Richard Geer -classe B, vainqueur de ses trois manches-, et Al McDonald -classe C-, aient été les premiers lauréats du GPKCA National Championship USA en 1959 à Azusa CA, Bill Jeffery prenant le relai national en juin 1960).
En décembre 1959 à Nassau, Bahamas, le Grand Prix Kart Club of America (GPKCA), un grand club créé la même année aux États-Unis, organise durant un week-end un grand meeting international alors appelé par ses organisateurs « Championnat du monde ». Jimmy Yamane en est le premier vainqueur. De son côté Bobby Allen s'impose à Nassau en 1960 (toujours avec le GPKCA, et toujours sous une appellation mondiale) dès l'âge de 16 ans et demi en présence de 260 concurrents initiaux, sur un X-Terminator-McCulloch MC10, engin construit par Jim Rathmann (le vainqueur des 500 miles d'Indianapolis 1960) et équipé de deux réservoirs d'essence indépendants pour deux moteurs de 100 cm3, entraînant chacun une roue, devant l'officieux champion du monde précédent de « go-kart » Yamane, en classe 200 cm3.
Le 17 septembre 1961, Allen remporte dans un premier temps la manche des 100 cm3 sur la Pista Rossa de Milan devant Walter Eleonori lors du match indirectement préparatoire Italie/USA, réalisant au passage le meilleur temps au tour en 200 cm3 (épreuve gagnée par Giulio Pernigotti). Cet évènement est à l'époque aussi appelé « championnat du monde » par ses organisateurs, étant initié par la FIK (Fédération italienne de karting, qui voit le jour quatre mois plus tôt le 8 mai) et placé sous les auspices de la Fédération internationale de l'automobile (FIA), mais rétrospectivement il n'est pas considéré comme tel.
Une semaine seulement après cet évènement, Allen récidive à Nassau lors du Trophée Sir Victor Sassoon  (l'officieux « mondial » américain), cette fois sur un Fox Kart-McCulloch MC20 (malgré un arrêt dès le troisième tour pour régler ses freins, suivi d'une remontée lors des 60 boucles suivantes), avec la participation de Stirling Moss, Dan Gurney et de l'un des frères Rodríguez. Quelque temps après il s'impose encore au Grand Prix de Oak Fields en classe 200 cm3, là aussi après une remontée conséquente (durant 70 tours, pour aller vaincre cette-fois Jerry Clark).
Le premier Championnat du monde directement sous l'égide de la FIA se déroule en 1964, sur la « piste d'or » de Bagni di Tivoli près de Rome, grâce à la FIK.

## Autres
Bobby Allen ne doit pas être confondu avec son homonyme de New Glasgow (Canada) aussi pilote automobile, quant à lui né le 20 janvier 1939, vice-champion des États-Unis SCCA Runoffs ASR en 1980 et 1981, sur Chevrolet Allen SRR/E, et deux fois deuxième de la « course des champions » de Road Atlanta durant ces mêmes années, toujours sur Chevrolet SSR, qui fut introduit au Maritime Motorsports Hall of Fame le 5 novembre 2011. Ce pilote, bien que plus âgé, commença sa carrière personnelle en 1966, fut Champion Maritime (Atlantique) de Stock-car en 1971, et remporta de nombreuses courses au Riverside International Speedway (dont il fut Rookie of the Year 1966), dont l'International 100 miles de 1969.